# آیزنرز
آیزنرز (به آلمانی: Eisenerz) یک بازارگاه و شهرک قدیمی معدنی در اتریش است که در ناحیه لوبن واقع شده‌است. آیزنرز ۱۲۴٫۵۲ کیلومتر مربع مساحت دارد ۷۳۶ متر بالاتر از سطح دریا واقع شده‌است.

## خواهرخوانده
شهر اشتایر خواهرخواندهٔ آیزنرز هست.